# Sarbanissa dissimilis
Sarbanissa dissimilis là một loài bướm đêm trong họ Noctuidae.